# Dementia 13
Dementia 13 és una pel·lícula estatunidenca dirigida per Francis Ford Coppola, estrenada el 1963.

## Argument
La família dels "Haloran" han heretat un castell ancestral però l'herència inclou l'avarícia, l'engany i la mort.

## Repartiment
- William Campbell: Richard Haloran
- Luana Anders: Louise Haloran
- Bart Patton: Billy Haloran
- Mary Mitchel: Kane
- Patrick Magee: Justin Caleb
- Eithne Dunne: Lady Haloran
- Peter Read: John Haloran
- Karl Schanzer: Simon
- Ron Perry: Arthur
- Derry O'Donavan: Lillian
- Barbara Dowling: Kathleen

## Al voltant de la pel·lícula
- El rodatge va tenir lloc a Irlanda.
- Roger Corman va autoritzar Francis Ford Coppola, llavors realitzador del segon equip a The Young Racers (1963), va utilitzar els mateixos decorats, l'equip tècnic, així com els actors Luana Anders, William Campbell i Patrick Magee per la seva pròpia pel·lícula, aconseguint respectar la programació de la pel·lícula que estaven rodant.
- La pel·lícula s'havia de dir Dementia . El 13 es va afegir després de descobrir una pel·lícula  Dementia  dirigida el 1955.
- Alguns decorats van ser creats per Eleanor Coppola, la dona del cineasta.
- Dementia 13 va ser una de les diverses produccions de Roger Corman on va aparèixer el veterà actor de pel·lícules B, William Campbell.[1]
- El paper de Luana Anders com a dona del món de l'espectacle casada amb un ric, que mor prematurament i hereva una fortuna, és un dels papers més importants de la seva carrera com a actriu.[2]
- Coppola estava a Irlanda per un altre projecte de Roger Corman. Corman va suggerir que Coppola es quedés allà amb un petit equip tècnic i dirigís una pel·lícula de terror de baix pressupost, que seria produïda per ell.[3]